# Jongno-gu
Jongno-gu es uno de los 25 distritos (gu) de Seúl, Corea del Sur. Toma su nombre de una de sus principales calles, Jongno, la calle de la campana. Ha sido el centro de la ciudad durante 600 años, desde que la dinastía Joseon estableciera la capital en ella. Debido a su importancia política, económica, cultural e histórica, se le considera el rostro y corazón de Corea.
En Jongno-gu se pueden encontrar numerosos palacios donde los soberanos solían residir y trabajar, como los de Gyeongbokgung, Changdeokgung, Changgyeonggung y Unhyeongung. La residencia del presidente de Corea del Sur, denominada Cheong Wa Dae (Casa Azul), se encuentra también en este distrito.
Gracias a todos estos atractivos, Jongno-gu atrae muchos visitantes. Además, otros lugares de interés son el arroyo Cheonggyecheon, el barrio tradicional de Insa-dong o el santuario Jongmyo. Museos como el Art Center Nabi y el Museo Gahoe, un museo de reliquias, también se encuentran es este distrito. 
Los campus de universidades como Universidad Sungkyunkwan y Baehwa Women's College se encuentran también en Jongno-gu. 
Jongno-gu alberga también el Jogyesa, el principal templo de la Orden de Jogye del Budismo Coreano.

## Divisiones administrativas
| \| - Cheongun-dong (청운동 淸雲洞) - Hyoja-dong (효자동 孝子洞) - Sajik-dong (사직동 社稷洞) - Samcheong-dong (삼청동 三淸洞) - Buam-dong (부암동 付岩洞) - Pyeongchang-dong (평창동 平倉洞) - Muak-dong (무악동 毋岳洞) - Gyonam-dong (교남동 橋南洞) - Gahoe-dong (가회동 嘉會洞) - Ihwa-dong (이화동 梨花洞) \| - Hyehwa-dong (혜화동 惠化洞) - Sejongno-dong (세종로동 世宗路洞) - Jongno-1.2.3.4 ga-dong (종로1.2.3.4가동 鍾路) - Jongno-5.6 ga-dong (종로5.6가동 鍾路5.6街洞) - Myeongnyun 3 ga-dong (명륜3가동 明倫洞) - Changsin 1-dong (창신1동 昌信洞) - Changsin 2-dong (창신2동 昌信洞) - Changsin 3-dong (창신3동 昌信洞) - Sungin 1-dong (숭인1동 崇仁洞) - Sungin 2-dong (숭인2동 崇仁洞) \| | |
| - Cheongun-dong (청운동 淸雲洞) - Hyoja-dong (효자동 孝子洞) - Sajik-dong (사직동 社稷洞) - Samcheong-dong (삼청동 三淸洞) - Buam-dong (부암동 付岩洞) - Pyeongchang-dong (평창동 平倉洞) - Muak-dong (무악동 毋岳洞) - Gyonam-dong (교남동 橋南洞) - Gahoe-dong (가회동 嘉會洞) - Ihwa-dong (이화동 梨花洞) | - Hyehwa-dong (혜화동 惠化洞) - Sejongno-dong (세종로동 世宗路洞) - Jongno-1.2.3.4 ga-dong (종로1.2.3.4가동 鍾路) - Jongno-5.6 ga-dong (종로5.6가동 鍾路5.6街洞) - Myeongnyun 3 ga-dong (명륜3가동 明倫洞) - Changsin 1-dong (창신1동 昌信洞) - Changsin 2-dong (창신2동 昌信洞) - Changsin 3-dong (창신3동 昌信洞) - Sungin 1-dong (숭인1동 崇仁洞) - Sungin 2-dong (숭인2동 崇仁洞) |

## Lugares de interés

Avenida Sejong

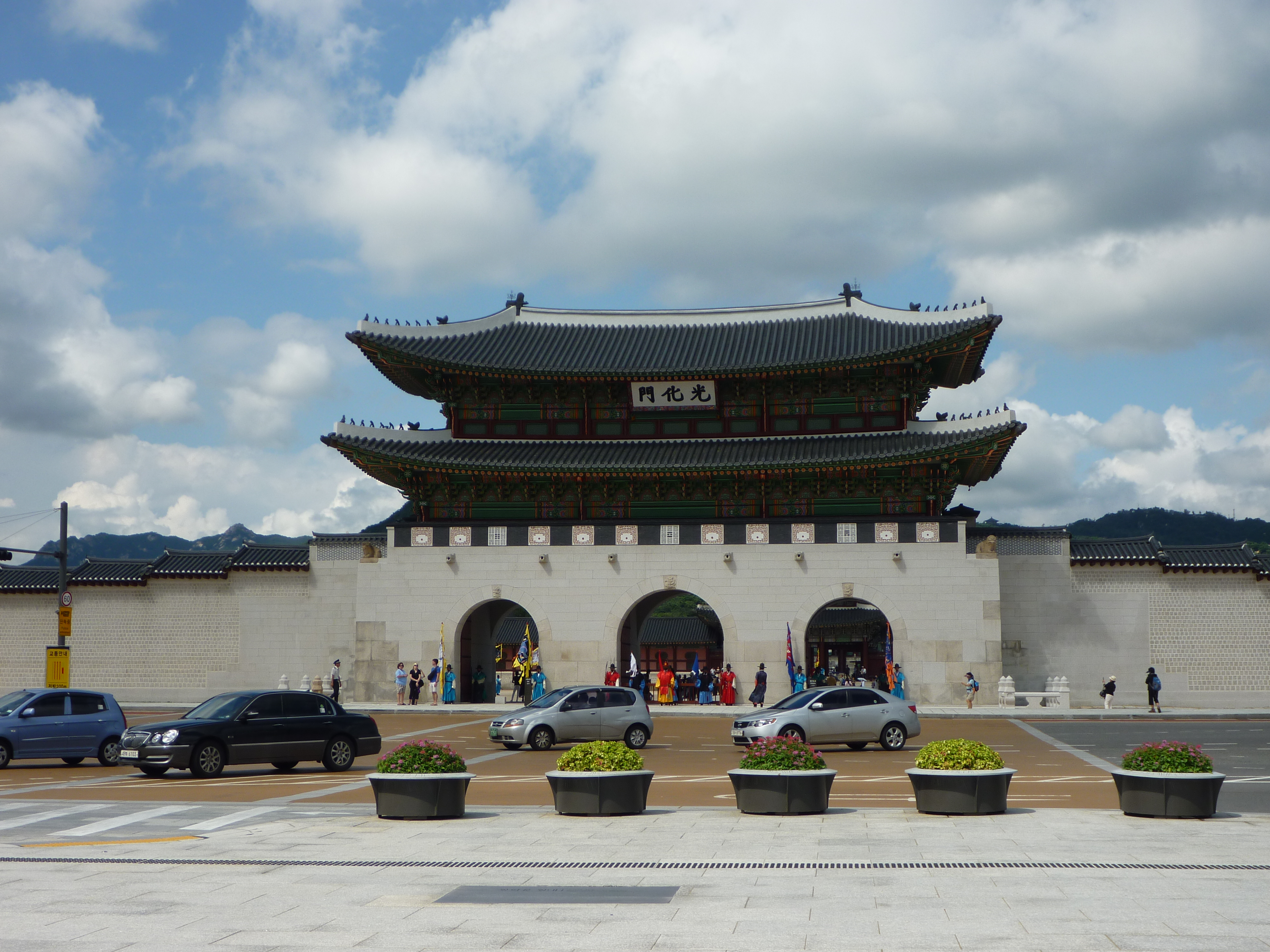
Gwanghwamun

### Palacios
- Gyeongbokgung
- Changdeokgung
- Changgyeonggung
- Unhyeongung
- Deoksugung

### Museos
- Museo Folclórico Nacional de Corea
- Museo del palacio nacional de Corea
- Seoul Education Museum
- SeMa GyeongHuiGung
- Museo de Historia de Seúl
- Artsonje Center
- Art Center Nabi
- Bukchon Art Museum
- Gahoe Museum
- Ilmin Museum of Art
- Tteok& Kitchen Utensil Museum

## Hermanamientos
- Dongcheng, China
- San Miguel de Allende, México